# باتسي روث ميلر
باتسي روث ميلر (بالإنجليزية: Patsy Ruth Miller) هي ممثلة أمريكية، ولدت في 17 يناير 1904 بسانت لويس في الولايات المتحدة، وتوفيت في 16 يوليو 1995 في الولايات المتحدة بسبب نوبة قلبية. بدأت مشوارها المهني سنة 1921.

## أعمال

### أفلام
- (1921) الشيخ

## وصلات خارجية
- باتسي روث ميلر على موقع IMDb (الإنجليزية)
- باتسي روث ميلر على موقع أول موفي (الإنجليزية)
- باتسي روث ميلر على موقع قاعدة بيانات برودواي على الإنترنت (الإنجليزية)
- باتسي روث ميلر على موقع قاعدة بيانات الأفلام السويدية (السويدية)
- باتسي روث ميلر على موقع قاعدة بيانات الفيلم (الإنجليزية)